# 比斯特里
比斯特里（ 烏克蘭語：Бистрі）是烏克蘭中部的村落，隸屬日托米爾州日托米爾區斯坦尼希夫卡市镇，位於日托米爾東南近郊，面積0.76平方公里，海拔高度175米，2001年人口352，人口密度每平方公里463.16人。